# Hypaurotis crysalus
Hypaurotis crysalus — вид бабочек из семейства голубянки, обитающих на юго-западе США и в Мексике. Единственный вид рода Hypaurotis. Один из символов штата Колорадо.

## Описание
Верхняя сторона крыльев тёмно-фиолетового цвета с широкой чёрной или тёмной каймой. По нижнему внешнему краю каждого крыла находятся оранжевые пятна, а на каждом заднем крыле есть тонкий волосовидный вырост. Нижняя сторона крыльев от бледно- до тёмно-серого цвета с белыми и тёмными отметинами и оранжевым пятном по краю каждого переднего крыла. На задних крыльях чуть выше "хвоста" расположено оранжевое пятно с черным центром. Размах крыльев составляет 3,1–3,8 см.

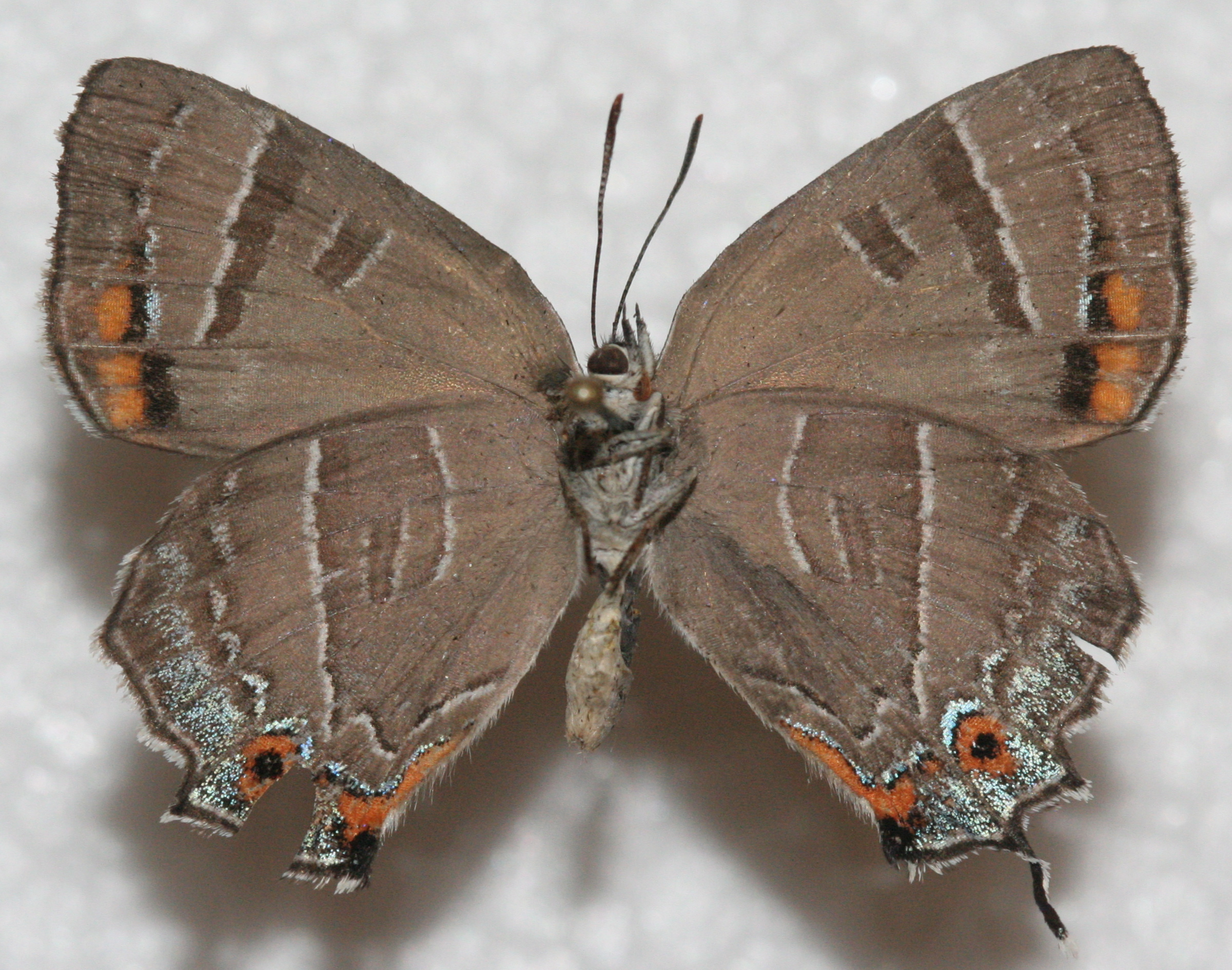
Рисунок нижней стороны крыльев

## Ареал
Hypaurotis crysalus встречается в основном в штатах плато Колорадо: Юте, Колорадо, Аризоне и Нью-Мексико, хотя его также можно найти в некоторых частях Невады, Вайоминга, а также в Мексике (штаты Дуранго, Сонора и Нуэво-Леон).

## Экология
Местообитанием бабочек служат дубовые редколесья. Жизненный цикл связан с дубом Гамбела (Quercus gambelii), который является одновременно любимым местом обитания взрослых особей и источником пищи для гусениц. 
Самка в конце лета откладывает яйца по одному на ветках дуба Гамбела или других видах дуба. Гусеницы появляются весной и поедают молодые листья. Взрослые особи питаются соком деревьев и, вероятно, медвяной падью, выделяемой другими насекомыми. 
Лёт взрослых бабочек можно наблюдать с июня по август с пиком в июле.